# Zbór Kościoła Zielonoświątkowego „Dobra Nowina” w Wiśle-Nowej Osadzie
Zbór Kościoła Zielonoświątkowego „Dobra Nowina” w Wiśle-Nowej Osadzie – zbór Kościoła Zielonoświątkowego w RP znajdujący się w Wiśle, w dzielnicy Nowa Osada. Zbór liczy ponad 100 członków.

## Historia
Protoplastami ruchu zielonoświątkowego na Śląsku Cieszyńskim było 9 luterańskich neopietystów, których wykluczono z ewangelickiej Społeczności Chrześcijańskiej w Cieszynie. W 1910 zarejestrowali się jako Związek Stanowczych Chrześcijan. Zbory ZSCh w Wiśle zawiązały się w latach 1920 i 1922 a zarejestrowano je oficjalnie w 1929. Pierwszym pastorem był Andrzej Kędzior. Po drugiej wojnie światowej powstał Zjednoczony Kościół Ewangeliczny w Polskiej Rzeczypospolitej Ludowej (ZKE), do którego przystąpili stanowczy chrześcijanie. Na początku lat 80. dociera do zboru nauka „braci norweskich”, co zaowocowało ostatecznym podziałem społeczności w roku 1987, w wyniku którego powstał Zbór Stanowczych Chrześcijan.
Od roku 1998 pastorem jest Tadeusz Chraścina.
Na koniec 2010 zbór skupiał 170 wiernych, w tym 105 ochrzczonych członków.